# Szentmártonkáta
Szentmártonkáta è un comune dell'Ungheria di 4.962 abitanti (dati 1º gennaio 2010) situato nella contea di Pest, nell'Ungheria settentrionale.